# Luis Fadrique
Luis Fadrique (también Lluís Frederic d'Aragó; fallecido en 1382) fue un noble aragonés que fue conde de Salona, así como señor de varias otras ciudades de la Grecia Central desde 1365 hasta su muerte en 1382. En 1375-1381 también se desempeñó como vicario general del ducado gemelo de Atenas y Neopatria.

## Biografía
Luis era hijo de Jaime Fadrique y nieto de Alfonso Fadrique. Cuando su padre se apoderó de la fortaleza de Siderocastro en 1365, Luis se convirtió en su castellano, aunque era menor de edad. Cuando Jaime murió en 1366, Luis recibió además la posesión de la cercana ciudad de Zituni. Tras las maquinaciones de los agentes del entonces vicario general, Roger de Lauria, en junio de 1367 el rey Federico III de Sicilia ordenó a Luis que entregara Siderocastro a Nicolás de Sosa, pero Luis parece haberlo hecho caso omiso y mantuvo el control de la fortaleza a lo largo de su vida. Hacia 1368 se casó con Helena Asanina Cantacucena, hija de Mateo Cantacuceno, el antiguo coemperador bizantino (1353-1357). La pareja tuvo una hija, María.
Luis también entró en conflicto con su tío, Bonifacio Fadrique, a quien Jaime había cedido «todos sus derechos y propiedades» en el Ducado de Atenas, incluido el condado de Salona con Lidoriki y Veteranitsa, y la isla de Egina, que Bonifacio le dio a su hijo Pedro. Con el apoyo de la mayoría de los feudatarios catalanes, sacudido tras la captura de Mégara por el aventurero florentino Nerio I Acciaioli, en abril de 1375, Luis obtuvo de Federico III su nombramiento como vicario general del ducado gemelo de Atenas y Neopatria. Al parecer, había ejercido las funciones del cargo desde la muerte o incapacitación de su incompetente predecesor, Mateo de Peralta, el año anterior; y permanecería en el cargo hasta el otoño de 1381. Desde esta posición, Luis pudo derrotar a su tío y primo cuando tomaron las armas en su contra. Luis se hizo cargo de sus propiedades y envió a Pedro al exilio y a la cárcel en Aragón. Su tío Bonifacio murió poco después, antes de septiembre de 1380.
Después de la muerte de Federico III, Luis apoyó la asunción de la corona ducal por el rey Pedro IV de Aragón en oposición a la hija de Federico, María. Pedro finalmente lo logró en 1379, y los dos ducados de Atenas y Neopatria fueron anexados directamente a la Corona de Aragón. Aunque la viuda de Bonifacio y su otro hijo, Juan, obtuvieron un perdón del nuevo duque en mayo de 1381 y una promesa de restitución de las posesiones de Bonifacio, no está claro si esto se hizo alguna vez; en cualquier caso, Luis aparece como el «conde de Salona» en una lista fechada en 1380/1381. Luis tuvo menos éxito contra otro poderoso feudatorio, el castellano de Atenas, Galcerán de Peralta. Al parecer, disfrutando del apoyo de los catalanes de la ciudad, Peralta pudo resistir a Luis desde la Acrópolis de Atenas. Habiendo apoyado firmemente a Pedro IV en la disputa por el control de los ducados, pudo asegurar el reconocimiento de su posición, posesiones y privilegios en un acuerdo con Luis, ratificado por Pedro IV en septiembre de 1380.
Al mismo tiempo, los ducados catalanes se enfrentaron a un nuevo y peligroso adversario: la mercenaria Compañía navarra, que en la primavera de 1379 invadió Beocia desde la Morea, con el permiso, si no la connivencia, de su aliado Nerio Acciaioli, que controlaba la región que unía la Morea con Grecia central. Los navarros conquistaron rápidamente Tebas, la capital del Ducado de Atenas, que había quedado sin fortificar, en mayo o junio de 1379. A pesar de la caída de Tebas, Luis se mantuvo persistentemente opuesto a tratar con los navarros. Aparte de Acciaioli, este último también contó con el apoyo de los caballeros hospitalarios, y pronto se aliaron con dos de los vecinos catalanes, el duque de Naxos Nicolás III dalle Carceri, y el marqués de Bodonitsa, Francisco Zorzi. A finales de 1380 o principios de 1381, los navarros también tomaron la ciudad de Lebadea. Luis recogió a algunos de los refugiados de la ciudad en su feudo de Salona, mientras que otros huyeron a Eubea.
A principios del otoño de 1381, Luis fue reemplazado como vicario general por Felipe Dalmau, vizconde de Rocabertí, que ya había sido nombrado en 1379 pero todavía no había llegado a Grecia para ocupar su cargo. Durante la residencia de Dalmau en Grecia, Luis discutió con este la posibilidad de un matrimonio entre su hija y el hijo de Dalmau, Bernardo Hugo, pero murió a mediados de otoño de 1382. Su viuda lo sucedió en Salona, mientras que el rey Pedro IV le dio a su hija María la posesión de Siderocastro de por vida, con la condición de que se casara con Bernardo Hugo. Este matrimonio nunca se materializó, sin embargo, y las fuentes catalanas no hacen más referencia a Siderocastro después de eso.